# عثمان حسين عثمان
عثمان حسين عثمان سياسي سوداني ورئيس وزراء السودان منذ 20 يناير 2022.